# Constantine Pleshakov
Constantine Viktorovich Pleshakov (russisch Константин Викторович Плешаков; transkribiert Konstantin Wiktorowitsch Pleschakow; * 18. September 1959 in Jalta,  Ukrainische SSR, Sowjetunion) ist ein sowjetisch-amerikanischer Politikwissenschaftler und Autor.

## Leben
Pleshakov wurde 1959 als Sohn eines Ingenieurs in Jalta auf der Krim geboren.
Von 1980 bis 1981 lernte er Mandarin an der National University of Singapore. Danach studierte Pleshakov bis 1982 an der Lomonossow-Universität Moskau chinesische Geschichte und wurde 1983 mit einer Arbeit zur „Wahrnehmung der Volksrepublik China in den USA nach dem Zweiten Weltkrieg“ zum kandidat nauk. Von 1980 bis 1996 war er zunächst als Junior Researcher, später als Senior Researcher und zuletzt als Leiter am Moskauer Institut für USA- und Kanadastudien tätig. 1995 wurde er zum Doktor nauk der Politikwissenschaften mit einer Arbeit über „Geopolitik und Ideologie in den Beziehungen zwischen den Vereinigten Staaten und China im kontinentalen Ostasien 1949–1991“. 1996 war er Fellow des norwegischen Nobelinstitutes.
Pleshakov verfasste mehrere Romane, Kurzgeschichten und Sachbücher zu Themen wie der Geschichte der Romanows oder der Seeschlacht bei Tsushima. Für das Sachbuch Inside the Kremlin’s Cold War: From Stalin to Khrushchev wurde er 1996 gemeinsam mit Wladislaw Subok mit dem Lionel Gelber Prize ausgezeichnet.
Im Jahr 1998 emigrierte Constantine Pleshakov in die Vereinigten Staaten, wo er als Visiting Professor am Mount Holyoke College in South Hadley und am Amherst College in Amherst lehrte.  Er hält Vorlesungen zu Geschichte, International Relations, Politikwissenschaften sowie Russischer und eurasischer Geschichte.
Pleshakov ist Vater einer Tochter und eines Sohnes und lebt in Amherst, Massachusetts.

## Werke (Auswahl)
- The Crimean Nexus. Putin’s War and the Clash of Civilizations. Yale University Press, New Haven 2017, ISBN 978-0-300-21488-8.
- Stalin's Folly: The first ten days of World War II on the Russian Front. Houghton Mifflin, New York 2005, ISBN 978-0618367016.
- The Tsar's Last Armada: The Epic Voyage to the Battle of Tsushima. Basic Books, New York 2002, ISBN 978-0465057917.
- mit John Curtis Perry: The Flight of the Romanovs: A Family Saga. Basic Books, New York 1999, ISBN 978-0465024629.
- mit Vladislav Zubok: Inside the Kremlin's Cold War: From Stalin to Khrushchev. Harvard University Press, Cambridge (MA) 1996, ISBN 978-0674455313.